# Остерхольц (район)
Остерхольц (нем. Osterholz) — район в Германии. Центр района — город Остерхольц-Шармбек. Район входит в землю Нижняя Саксония. Занимает площадь 650,73 км². Население — 112 741 чел. Плотность населения — 173,3 чел./км².
Официальный код района — 03 3 56.
Район подразделяется на 11 общин.

## Города и общины

общины района Остерхольц

1. Грасберг (7 684)
2. Лилиенталь (18 220)
3. Остерхольц-Шармбек (31 055)
4. Риттерхуде (14 307)
5. Шваневеде (19 950)
6. Ворпсведе (9 481)

Управление Хамберген
1. Аксштедт (1 159)
2. Хамберген (5 593)
3. Хольсте (1 378)
4. Любберштедт (740)
5. Фоллерзоде (3 167)